# ノヴィ・アフォン
ノヴィ・アフォン（Akhali Atoni、グルジア語: ახალი ათონი、アブハズ語: Афон Ҿыц (Afon Ch'yts)、ロシア語: Новый Афон）は、国際的な合意ではジョージア（グルジア）国内の自治共和国とされるアブハジア北西部のグダウタ地区にある都市である。黒海に面する。英語名のニュー・アトスと呼ばれることもある。人口は1,518人（2011年）。

## 地勢
黒海の東の大きな湾に面した町である。スフミとは22km、グダウタとは17km、ロシア国境とは84km離れている。アブハジア屈指の観光地、ノヴィ・アフォン洞窟で有名である。

## 歴史
古代ギリシャ時代にアナコピア（Anacopia）という港町が建てられた。現在でもその痕跡が見受けられる。5世紀にグルジア人がイベリアン山の頂上にアナコピア要塞を建設した。アナコピアはアブハジア王国の首都とされたが、東ローマ帝国により1033年に滅ぼされた。

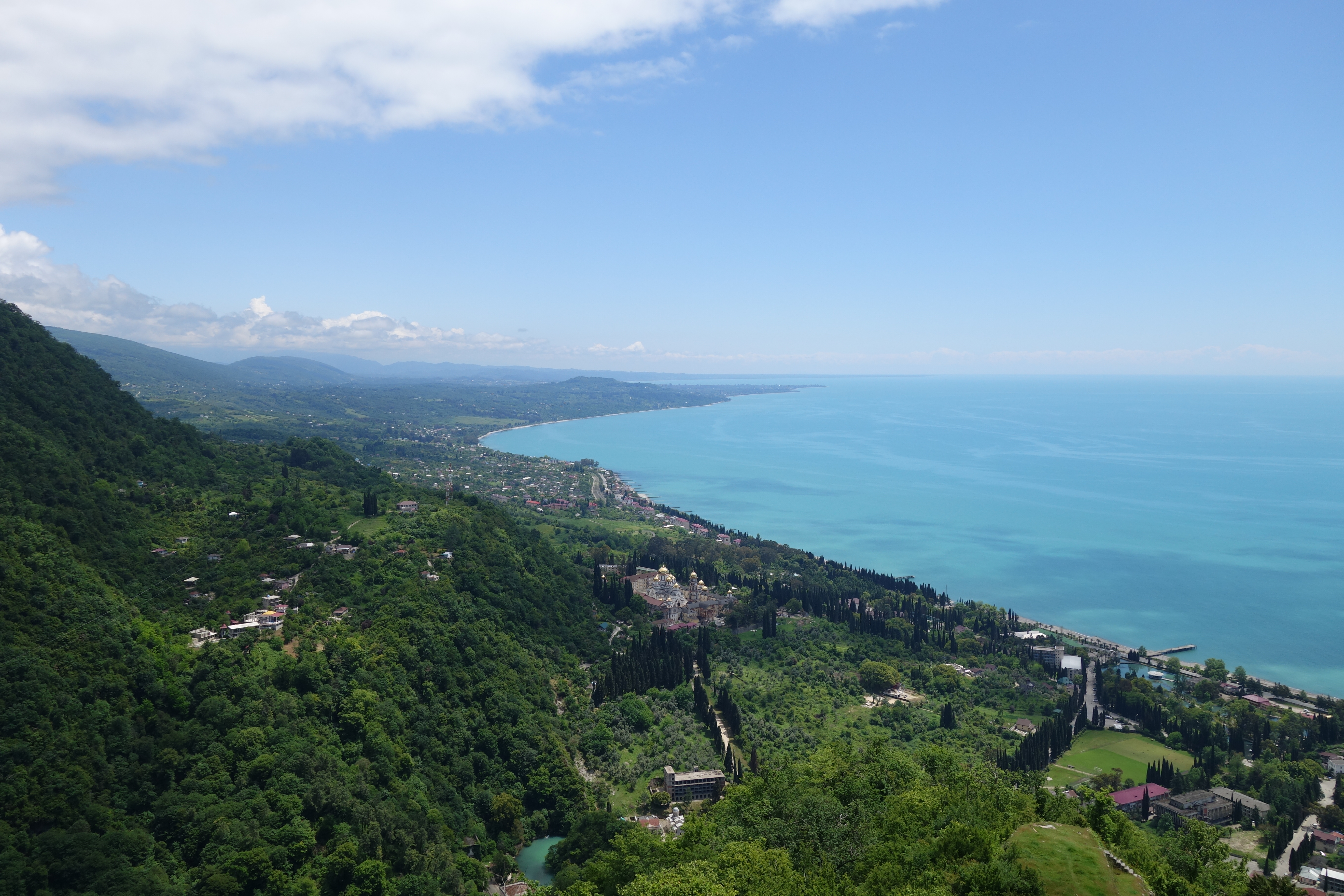

## 交通
鉄道
ノヴィ・アフォン洞窟には世界で唯一の観光用地下鉄であるノヴィ・アフォン洞窟鉄道がある。

## 姉妹都市
- セルギエフ・ポサード, ロシア
- サロフ, ロシア
- リャザン, ロシア
- カラゼッタ, イタリア
- スレムスキ・カルロヴツィ, セルビア